# شریف ادریسی

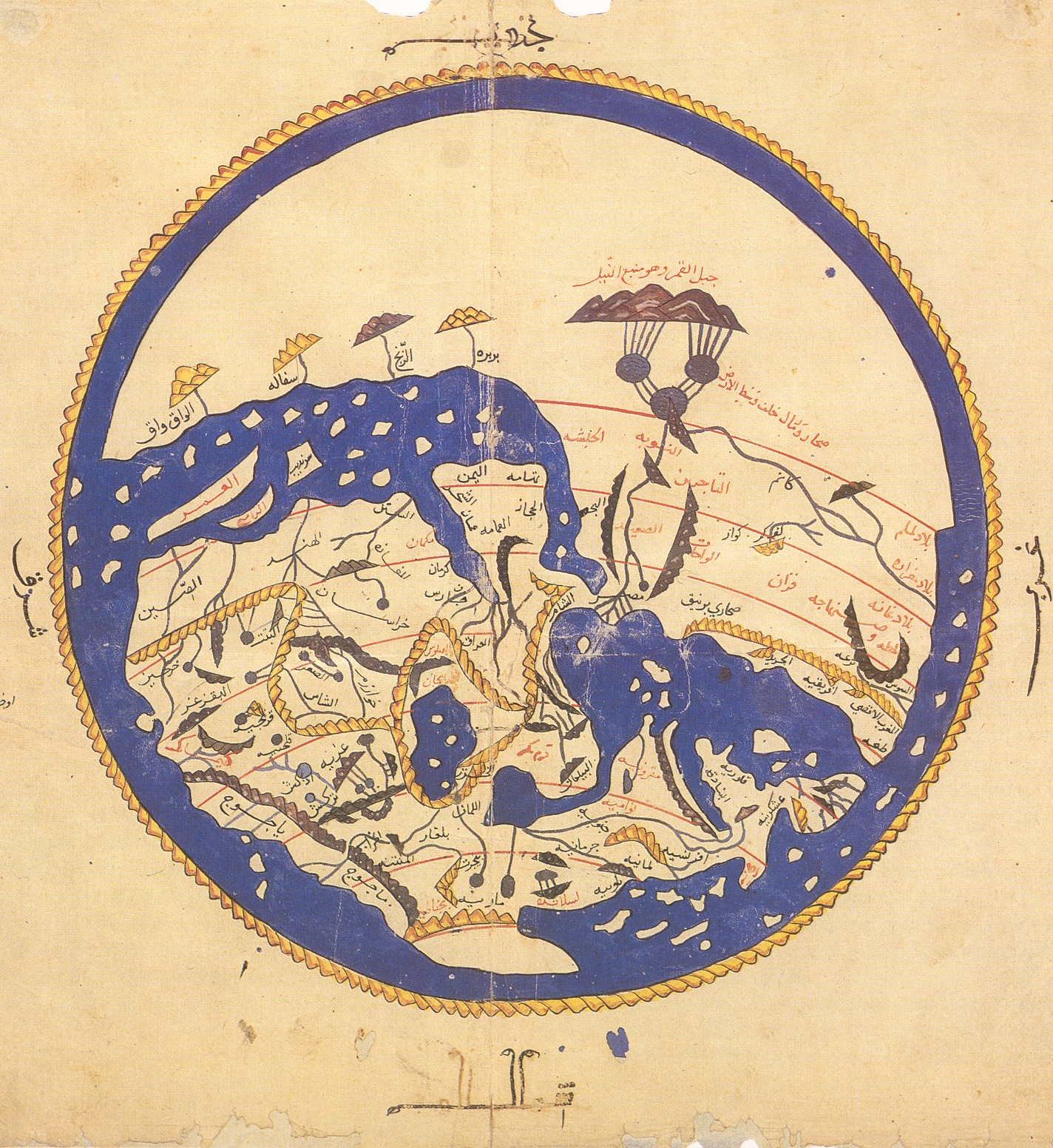
نقشهٔ ادریسی از جهان

 محمد الادریسی فرزند محمد (۱۱۰۰- ۱۱۶۶) میلادی. نام کامل وی: ( ابوعبدالله محمد بن عبدالله بن ادریسی الحمودی الحسنی الادریسی ) مشهور به محمد الادریسی.
او یکی از سه جغرافی‌دان بزرگ عرب در آن عصر بود. آن دوی دیگر مقدسی بشاری و ابن الحائک بودند و ادریسی برتر و برجسته‌ترین آنان بود.

## سرگذشت
شریف ادریسی در سال ۱۱۰۰ میلادی در شهر سبته از توابع کشور اسپانیا زاده گردید. به خاطر آنکه به خاندان ادارسه بنیانگذار دولت ادریسیان مغرب نسبت داشت، شریف نامیده می‌شد. وی در شهر قرطبه (کوردوبا) در اسپانیا تحصیلات خود را به پایان رسانده است. از نوجوانی اشتیاق به سفر و جهانگردی داشت، سرانجام به سفر رفت و تقریباً از بیشتر شهرهای موجود آن زمان دیدن نمود تا اینکه سرانجام به جزیرهٔ سیسیل رسید و به دربار پادشاه آن یعنی راجر دوم رفت.
ادریسی ثمرهٔ جهانگردی خود در سیسیل را در کتابی به نام نزهة المشتاق فی اختراق الآفاق گرد آورد و تقدیم پادشاه سیسیل نمود. کتاب مورد پسند پادشاه قرار گرفت، شاه از ادریسی درخواست کرد که نقشه‌ای نیز بر پایهٔ مناطق که در کتاب آورده‌است بسازد و ضمیمهٔ کتاب نزهة المشتاق فی اختراق الآفاق سازد. ادریسی نیز به دستور شاه عمل می‌کند و نقشهٔ مورد نظر پادشاه را از نقره‌هایی که پادشاه در اختیارش قرار می‌دهد، می‌سازد که به نقشهٔ ادریسی معروف است.
کتاب نزهة المشتاق فی اختراق الآفاق در اروپا به «کتاب راجر» مشهور است.
ادریسی در سال ۱۱۶۶ میلادی در سیسیل درگذشت.

## سفرها
وی در دوران جوانی و در سدهٔ ششم هجری سفرهای طولانی خود را آغاز نمود. وی به نقاط گوناگونی از جمله سرچشمه‌های رود نیل یعنی دریاچه‌هایی در مرکز آفریقا رفته است. این دریاچه‌ها همان دریاچه‌هایی هستند که کسانی در سدهٔ نوزدهم مانند ریچارد برتون جغرافی‌دان و کاشف انگلیسی آن‌ها را به نام‌های دریاچه ویکتوریا ٬ تانگانیکا و نیاسا نامگذاری کردند.
ادریسی نقل می‌کند که از لیشبونه (لیسبون) به مراکش سفر نموده است و قسطنطنیه را مشاهده نموده است. سپس از جنوب فرانسه با کشتی به انگلستان رفته است. وی در اقیانوس اطلس بر روی جزر و مد دریا مطالعه نموده و اشاره می‌کند که در ۱۳ تا ۱۵ ماه قمری بر اثر جاذبهٔ ماه جزومدهای بزرگی در آنجا رخ می‌دهد.
در سال ۵۱۰ ه‍.ق به سمت آسیای صغیر سفر کرده‌است و از دریای مدیترانه به سمت مراکش بازگشته است. سومین و مشهورترین سفر وی، سفرش به دریاچه‌های آفریقا بوده‌است. پس از این سفر به علت آنکه پادشاه سیسیل به جغرافیا علاقه‌مند بوده‌است و ادریسی نیز در این زمینه در مدیترانه مشهور گشته بود، در نتیجه شاه سیسیل وی را به دربارش دعوت می‌کند و ادریسی نیز از آفریقا به سمت سیسیل حرکت می‌نماید و در بندر پالرمو پیاده می‌شود.

## اطلاعات جغرافیایی ادریسی
هنگامی که وی در سیسیل بود، به علت آنکه بنادر سیسل پر رفت‌وآمد بودند، وی توانست اطلاعات زیادی از افرادی که از آنجا عبور می‌کردند، دربارهٔ سرزمین‌هایشان بدست بیاورد. همچنین به خاطر موقعیتی که وی در دربار یک پادشاه مسیحی داشت می‌توانست اطلاعاتی دربارهٔ دیگر کشورهای مسیحی آن روزگار مانند فرانسه و آلمان و انگلستان و حتی شبه‌جزیرهٔ اسکاندیناوی بدست بیاورد که تا آن زمان هیچ جغرافی‌دان مسلمانی به آن اطلاعات دست پیدا نکرده بود.

## آثار
- نزهة المشتاق فی اختراق الآفاق